# Kostolné Kračany
Kostolné Kračany (Hongaars: Egyházkarcsa) is een Slowaakse gemeente in de regio Trnava, en maakt deel uit van het district Dunajská Streda.
Kostolné Kračany telt 1.301 inwoners.